# Mommy's Little Monster
Mommy's Little Monster is het debuutalbum van de Amerikaanse punkband Social Distortion. Het album werd in 1983 uitgegeven via 13th Floor Records, het kortstondige platenlabel van de band zelf. In de jaren daarna is het album meerdere keren heruitgegeven in diverse formaten door verschillende platenlabels, waaronder door Epitaph Records in 2010.

## Versies
Mommy's Little Monster werd oorspronkelijk uitgegeven in 1983 op lp door het platenlabel 13th Floor Records en in 1985 eveneens door dit label als cassette. Het album werd in 1989 heruitgegeven als lp en cassette door het platenlabel Triple X Records. Deze vinylversie van dit album was de eerste die naast zwart ook in andere kleuren kwam.
In 1995 werd het album uitgegeven door het label Time Bomb Recordings op lp, cassette en voor het eerst op cd. In 2001 bracht dit label de enige picturedisc-versie van het album uit. Epitaph Records bracht in 2010 de cd-versie opnieuw uit. Time Bomb Recordings deed hetzelfde in 2013.
In de loop der tijd zijn er ook verschillende onofficiële uitgaven van het album geweest.

## Nummers
1. "The Creeps (I Just Wanna Give You)" - 2:03
2. "Another State of Mind" - 2:38
3. "It Wasn't a Pretty Picture" - 3:10
4. "Telling Them" - 3:12
5. "Hour of Darkness" - 2:49
6. "Mommy's Little Monster" - 3:33
7. "Anti-Fashion" - 2:19
8. "All the Answers" - 2:23
9. "Moral Threat" - 5:16

## Band
- Mike Ness - zang, gitaar
- Dennis Danell - gitaar
- Brent Liles - basgitaar
- Derek O'Brien - drums, achtergrondzang